# Curos (NAMA 4890)
El Curos de Merenda (NAMA 4890) és una estàtua grega d'estil arcaic tardà (creat si fa no fa entre 540 i 530 abans de la nostra era). Fa 1,89 m d'altura i està fet de marbre de Paros. En l'actualitat, s'exposa en la col·lecció d'escultures del Museu Arqueològic Nacional d'Atenes.

## Descobriment
Està extremament ben conservat, i manté restes de pigment. El descobriren al costat de la Kore de Frasiclea, a l'actual Merenda, al 1972, a uns 40 km al sud-est d'Atenes. L'àrea formava part de la necròpoli del demos àtic (Àtica) de Mirrinunte. La Kore de Frasiclea i el curos jeien in situ en una fossa poc fonda, cara a cara, a 11 polzades de la superfície, amb un anell de plom entre els peus de les escultures.
Encara s'especula sobre com van ser soterrades aquestes estàtues. Una teoria n'és que les soterraren abans de les guerres mèdiques per tal d'evitar la profanació, tot i que es van trobar en molt millor estat que el Perserschutt.
Els erudits també especulen amb la possibilitat que les estàtues siguen la d'un germà i una germana, tallades per Aristió de Paros, el nom dels quals es trobà a la base de Frasiclea, descoberta dos segles abans, al 1729-1730. Probablement eren membres de els alcmeònides, que van patir l'exili i la profanació causats pel tirà Pisístrat.

## Descripció
El curos té la cama esquerra avançada. El cabell del jove, amb diademes, s'organitza amb rínxols en forma de petxina al front i penja per l'esquena, amb una diadema. Al front duu rínxols en forma de petxina; a la de dalt del cap són ondulats i a l'esquena pengen vint flocs amb grans. El front és ample i pla, i els ulls menuts i ametlats executats en estil "antic". Els braços, a penes separats de les cuixes, pengen amb els colzes una mica flexionats. La mà dreta manté un puny natural amb els dits esglaonats, però li manquen la mà esquerra i tots dos peus des dels turmells cap avall i la mà esquerra des del canell. També s'hi conserva el pigment roig, concretament al voltant del cabell, les celles i els mugrons.